# Ferdinand von Hartmann
Ferdinand Emil Alfons Hartmann, seit 1888 von Hartmann (* 12. April 1842 in Wetzlar; † 8. Mai 1907 in Blankenburg (Harz)) war ein preußischer Generalleutnant und Inspekteur der Infanterieschulen.

## Leben

### Herkunft
Ferdinand war ein Sohn des Rentiers Georg Wilhelm Hartmann († 1850) und dessen Ehefrau Amalie Wilhelmine, geborene Gloede († 1874).

### Militärkarriere

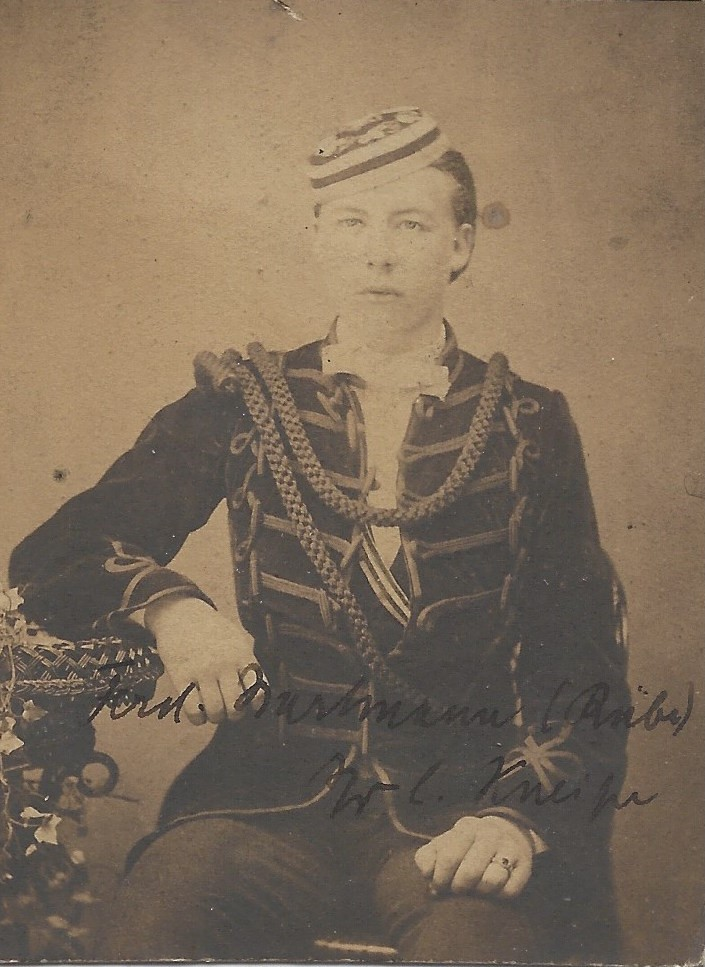
Ferdinand Hartmann

Hartmann immatrikulierte sich an der Friedrichs-Universität Halle für Evangelische Theologie. Am 28. Februar 1861 wurde er im Corps Neoborussia Halle recipiert. Er gab das Studium auf und wurde von seinem Corps nach Conventsbeschluss vom 31. Oktober 1861 als Ehrenmitglied (alter Art) entlassen.
Am 1. Oktober 1861 trat Hartmann als Fahnenjunker in das 7. Rheinische Infanterie-Regiment Nr. 69 der Preußischen Armee in Koblenz ein und avancierte bis Mitte November 1862 zum Sekondeleutnant. Er nahm 1866 während des Deutschen Krieges an der Okkupation von Kurhessen und Hannover teil. Im Krieg gegen Frankreich kämpfte Hartmann 1870/71 bei Gravelotte, Metz, Buchy, Hallue, Péronne und Saint-Quentin.
Zwischenzeitlich zum Premierleutnant befördert und mit beiden Klassen des Eisernen Kreuzes ausgezeichnet, besuchte Hartmann nach dem Friedensschluss von Oktober 1871 bis Juli 1872 die Kriegsakademie. Am 15. August wurde er zum Hauptmann befördert und Mitte Dezember 1872 zum Kompaniechef ernannt. In dieser Eigenschaft erfolgte Mitte Februar 1884 seine Versetzung in das 3. Westfälische Infanterie-Regiment Nr. 16 nach Köln. Unter Beförderung zum Major wurde er am 13. März 1884 dem Regiment aggregiert und in dieser Stellung am 17. Februar 1885 in das 2. Garde-Regiment zu Fuß versetzt. Unter Ernennung zum Kommandeur des II. Bataillons war Hartmann ab dem 18. September 1886 im 4. Garde-Regiment zu Fuß in Spandau tätig und wurde am 28. Juni 1888 durch Wilhelm II. in den erblichen preußischen Adelsstand erhoben.
Am 10. August 1888 wurde Hartmann als Kommandeur des I. Bataillons wieder in das 2. Garde-Regiment zu Fuß versetzt und rückte Ende März 1900 mit der Beförderung zum Oberstleutnant zum etatmäßigen Stabsoffizier auf. Unter Stellung à la suite beauftragte man ihn am 17. September 1892 zunächst mit der Führung des Verbandes und ernannte ihn am 27. Januar 1893 als Oberst zum Regimentskommandeur. Daran schloss sich am 12. September 1896 als Generalmajor seine Ernennung zum Inspekteur der Infanterieschulen in Berlin an. In dieser Stellung erhielt Hartmann anlässlich des Ordensfestes im Januar 1898 den Roten Adlerorden II. Klasse mit Eichenlaub, wurde am 27. Januar 1900 zum Generalleutnant befördert und am 10. April 1900 in Genehmigung seines Abschiedsgesuches mit der gesetzlichen Pension zur Disposition gestellt.

### Familie
Hartmann hatte sich am 29. September 1874 in Trier mit Auguste Scriba (1853–1943) verheiratet. Sie war eine Tochter des preußischen Staatsprokurators Carl Adolph Scriba (* 1811). Aus der Ehe gingen die Töchter Karoline (* 1876), Marie (* 1884) und Elisabeth (* 1892) sowie der Sohn Adolf (1878–1903) hervor.